# 다비라정
다비라정(田平町)은 나가사키현 기타마쓰우라반도 북서쪽 끝에 있던 정이며, 기타마쓰우라군에 속했다. 현재의 히라도시, 사세보시에 해당한다. 한때 일본 최서단의 역이었던 타비라히라도구치역이 있는 마을로, 인접한 히라도시와는 히라도대교로 연결된다.

## 지리
기타마쓰우라 반도의 북서쪽 끝에 위치한다. 마을 안에는 수많은 저수지가 산재해 있다.

## 역사
- 1889년 4월 1일 - 정촌제 실시에 의해 기타마쓰우라군 다비라촌, 미나미타비라촌이 성립하였다.
- 1954년 4월 1일 -  다비라촌, 미나미타비라촌이 신설합병, 정으로 승격해 다비라정이 성립하였다.
- 1955년 4월 15일 - 스에다치바나맨은 에무카에정에 편입되었다.
- 2005년 10월 1일 - 히라도시, 이키쓰키정, 오시마촌과 신설합병해, 새로운 히라도시가 성립하였다,다비라정은 소멸하였다.

## 교통

### 철도
- 마쓰우라 철도
  - 니시큐슈 선

### 도로
- 국도 204호선
- 국도 383호선